# Insigna „Puitoare de mine”

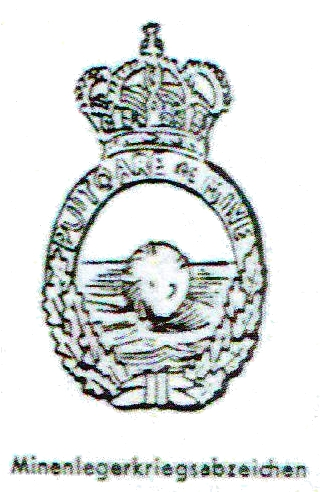
Insigna de război a puitoarelor de mine române

Insigna de război „Puitoare de mine” a fost o insignă de război românească acordată în timpul celui de-al Doilea Război Mondial membrilor Marinei Regale Române, instituită prin decret la 27 mai 1943 de către Ministerul Apărării Naționale condus de mareșalul Ion Antonescu.

## Cerințe de atribuire
Insigna de război „Puitoare de mine” a fost acordată tuturor membrilor echipajelor navelor puitoare de mine ale Marinei Militare Române care au îndeplinit criteriile stricte ale regulamentului. Aceste criterii includ prezența la cel puțin 6 operațiuni de minare sau la cel puțin 6 operațiuni de minare în apele inamicului.

## Aspectul și modul de purtare
Insigna de război „Puitoare de mine” este realizată în formă ovală și este de culoare gri-argintie. Aceasta prezintă o coroană de frunze de stejar în partea de jos și este inscripționată în partea de sus cu cuvântul „PUITOARE DE MINE”. În centru este reprezentată o mină marină plutitoare, cu apendice în formă de țepi care dansează pe valuri. Partea superioară a insignei de război este decorată cu Coroana Regală Română, simbol al suveranității naționale. 
Această insignă era atașată la toate costumele militare sub catarama de ordine de pe buzunarul stâng de la piept. Insigna a fost o marcă de recunoaștere a curajului și a serviciilor remarcabile ale membrilor echipajelor navelor minatoare în timpul luptelor navale din cel de-al Doilea Război Mondial și a fost considerată o distincție de mare onoare în cadrul Marinei Regale Române. Membrii echipajelor navelor puitoare de mine erau recunoscuți ca fiind eroi ai națiunii române și apreciați pentru devotamentul lor față de patrie.